# Klokan hřbetopásý
Klokan hřbetopásý (Notamacropus dorsalis, syn. Macropus dorsalis) je vačnatec z čeledi klokanovití (Macropodidae), který se endemitně vyskytuje ve východní Austrálii.

## Výskyt
Klokan hřbetopásý se přirozeně vyskytuje ve východní Austrálii, areál výskytu sahá od severovýchodního Queenslandu po severovýchodní Nový Jižní Wales. Přirozeným biotopem jsou lesnaté oblasti s bujnou křovinnou vegetací, na severu klokani žijí v suchých houštinách a přilehlých travnatých porostech.

## Popis
Klokan hřbetopásý dosahuje délky těla 53–82 cm, délky ocasu 74–83 cm a hmotnosti 6–20 kg. Dospělí samci mohou být až třikrát mohutnější ve srovnání s dospělými samicemi. Zbarvení je pískové až červenohnědé, s černým pruhem táhnoucím se od krku až k zádi, jenž tomuto druhu vynesl i odborné druhové jméno. Boky jsou ve srovnání s obecným zbarvením světlejší, na tváři se rozvíjejí bílé skvrny. Ocas je řídce osrstěný, pokrytý šupinkami.

## Chování

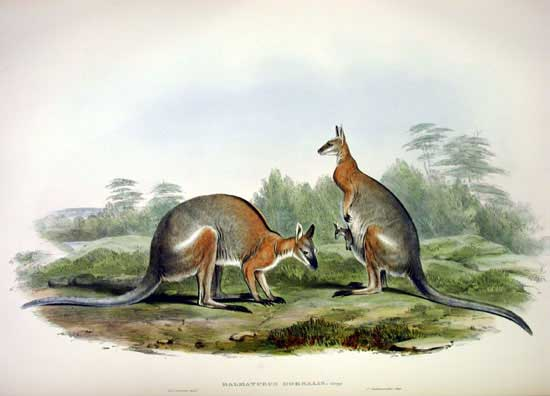
Na kresbě Johna Goulda

Klokan hřbetopásý je plachý býložravec, který se živí především místními druhy trav, ale i bylinami a křovinnou vegetací (zvláště v zimních měsících). V ekosystému plní důležitou úlohu rozptylovače semen. Žije ve skupinách tvořených až okolo dvaceti jedinců. V průběhu dne klokani odpočívají a teprve v noci se vydávají na pastviny. Jednotlivci nejsou v rámci skupiny pevně vázáni, její složení a početnost se proto v průběhu času mění. Mezi vzájemné interakce lze zařadit jak určité formy sociálního groomingu, tak typické „boxovací“ souboje, jež pomáhají určit hierarchii mezi jednotlivými zvířaty.
Co se týče rozmnožování, k páření může docházet v průběhu celého roku. Samice se typicky spáří ihned po porodu, v takovém případě následně prochází stavem utajené březosti. Doba „pravé“ březosti trvá mezi 33 až 35 dny, vývoj mláděte pokračuje dalších zhruba 30 týdnů v matčině vaku. Pohlavní dospělosti je u samic dosaženo ve 14 měsících, samci dospívají asi ve 20 měsících. Délka života činí 10 až 15 let.

## Ohrožení
Mezinárodní svaz ochrany přírody (IUCN) považuje klokana hřbetopásého za málo dotčený druh, především na základě širokého areálu rozšíření, který zasahuje i do řady chráněných oblastí, a předpokládané velké a stabilní populaci. Místy je tento druh považován za škůdce na pastvinách a nelegálně odstřelován.